# Leone Della Latta
Leone Della Latta (Viareggio, 20 marzo 1908 – ...) è stato un calciatore e allenatore di calcio italiano, di ruolo centrocampista.

## Carriera
Disputa undici campionati con la maglia del Viareggio, debuttando in Serie B nella stagione 1933-1934 e totalizzando 105 presenze con una rete in quattro campionati cadetti.
In seguito milita in Serie C con il Supertessile Rieti e con il Pontedera.
Ha allenato il Viareggio in Serie B ed il Lanciotto nel campionato di IV Serie 1952-1953.

## Palmarès

### Giocatore

#### Competizioni nazionali
- Seconda Divisione: 1

Viareggio : 1927-1928
- Prima Divisione: 1

Viareggio : 1932-1933